# Soto de la Marina
Soto de la Marina es una pedanía y asentamiento del municipio de Santa Cruz de Bezana, en la zona norte de Cantabria, en España.

## Descripción

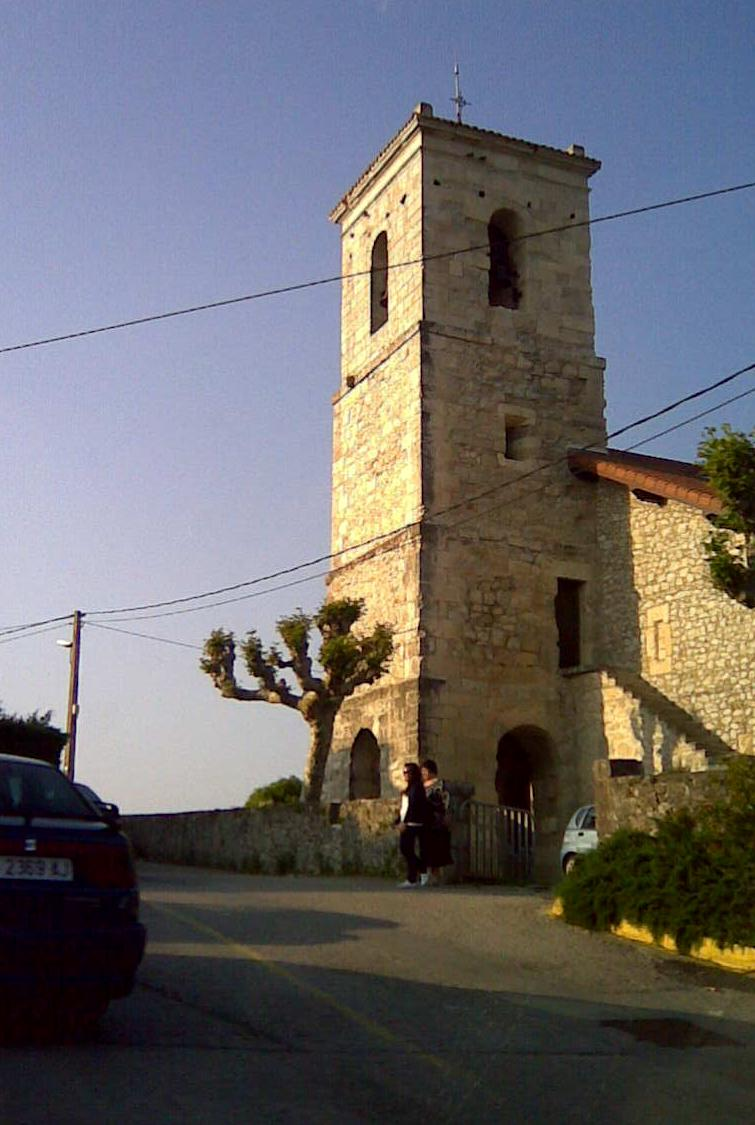
Torre de la iglesia

Se denominó "Soto la Marina" tradicionalmente, lo mismo que su homónima mexicana, fundada por Don José de Escandón y Helguera en honor a su pueblo natal.  
Se encuentra en la parte septentrional del municipio, distando 4 kilómetros de la capital municipal. Limita al norte con el mar Cantábrico, al oeste con Piélagos, al este con Santander y al sur con las pedanías de Sancibrián y Prezanes, integrantes del mismo municipio de Santa Cruz de Bezana. Tiene una altitud de 27 m s. n. m. Su población en el año 2013 era de 3.533 habitantes. 
Aquí nacieron Don José de Escandón y Helguera, colonizador fallecido en 1770, Juan y Antonio de Castillo Rusoto y Pedrajo y Manuel Samaniego del Castillo, militar fallecido en 1822. Hasta la conformación de los municipios constitucionales formó parte del Valle de Camargo, como uno de sus once concejos.
Celebra las festividades de San Juan (24 de junio) y Nuestra Señora de las Nieves (5 de agosto) y tiene playa.
Existe una población en Tamaulipas (antiguo Nuevo Santander) fundada por José de Escandón y Helguera denominada Soto la Marina. 
Esta localidad tiene varias playas magníficas, entre las que se encuentra la preciosa playa de San Juan de la Canal, poseedora de la bandera azul de la CE; tiene aproximadamente 200 m  de longitud y dispone de aseos, socorristas y acceso para discapacitados. Otra es la playa de Covachos, una pequeña pero hermosa playa, caracterizada por la presencia de un bonito islote. Próxima al parque natural de las Dunas de Liencres. Dentro de la playa existe un islote denominado El Castro de Covachos que, en bajamar, se une a la tierra. Es una playa aislada y nudista, donde se respira una gran tranquilidad y donde se pueden disfrutar de unas magníficas vistas.

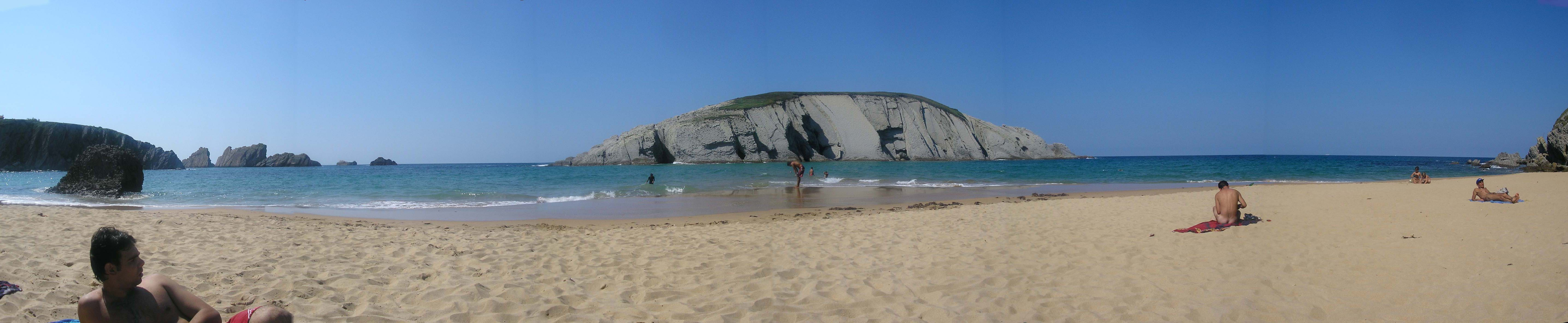
La playa de los Covachos, en Soto de la Marina.

## Demografía
Fuente: INE
| Gráfica de evolución demográfica de Soto de la Marina entre 2000 y 2021 |
|                                                                         |